# Aleksandar Vasilev
Aleksandar « Choko » Vasilev (bulgare : Александър Василев) (né le 19 mai 1936 à Sofia en Bulgarie et mort en 1967 dans la même ville) était un joueur de football bulgare.

## Biographie
Il fut le capitaine de l'équipe du Slavia Sofia durant la période allant de 1957 à 1967. Vasilev a inscrit 100 buts pour le club. Avec l'équipe de Bulgarie de football, Choko a joué 12 matchs et inscrit 2 buts. Il a remporté trois fois la coupe de Bulgarie de football (toutes avec le Slavia). Il est décédé à 31 ans en 1967.

## Palmarès
- Meilleur buteur du championnat de Bulgarie : 1 fois
  - 1958/59 (avec 13 buts pour le Slavia Sofia)[2]